# Lafayette County, Wisconsin
Lafayette County är ett administrativt område i delstaten Wisconsin, USA, med 16 836 invånare. Den administrativa huvudorten (county seat) är Darlington.

## Geografi
Enligt United States Census Bureau har countyt en total area på 1 644 km². 1 641 km² av den arean är land och 3 km² är vatten.

### Angränsande countyn
- Grant County - väst
- Iowa County - nord
- Green County - öst
- Stephenson County, Illinois - sydost
- Jo Daviess County, Illinois - syd